# 计算机支持的协同工作
计算机支持的协同工作（Computer Supported Cooperative Work，缩写为CSCW）最早由美国麻省理工的Irene Greif和迪吉多（DEC）的Paul Cashman在1984年提出的。

## 歷史
於1984年由麻省理工學院的Iren Greif與迪吉多的Paul Cashman在成立有關「科技在團隊工作中扮演角色之工作坊」中提出(Grudin, 1994a)。目前雖未有完整統一定義，但可大致歸納出三種觀點（Borghoff & Schlichter, 2000; 轉引自黃鈺棠，2007）：
1. 表示電腦輔助團隊工作（Computer-Supported Teamwork）。以團隊觀點出發，目的在於輔助團體工作之過程。
2. 表示電腦輔助合作工作，著重「合作」之觀點。在社會心理學中，被解釋為許多人為達到一共同目標，而有相互關聯的工作，但此觀點對於團隊中的社會關係未進一步陳述假設。
3. 表示電腦輔助有系統的活動(Computer Support for Organized Activities)。此觀點強調解決一個任務，通常需要兼顧合作與個人的工作元素，因此強調一個CSCW的解釋，若完全忽視個人工作，其定義是不正確的。

## CSCW矩陣
於1988年，Johansen提出了可用於把CSCW分類的矩陣。

## 学校

### 同時/異地
遙距交流

### 異時/同地
持續性的工作

### 異時/異地
溝通與協作
- Wiki
- 博客
- 工作流技術
- 版本控制